# 1655
1655 (MDCLV) byl rok, který dle gregoriánského kalendáře započal pátkem. Tento rok měl 1 pátek třináctého a to v srpnu.

## Události
- 10. května – Britové zabavili Španělům Jamajku.[1]
- 27. červen – v Prešporku byl korunován Leopold I., syn Ferdinanda III., jako sotva patnáctiletý princ, za šestého z uherských králů. (Zemřel v roce 1705).
- 3. července – založena diecéze litoměřická

### Probíhající události
- 1635–1659 – Francouzsko-španělská válka
- 1652–1689 – Rusko-čchingská válka

## Narození

#### Česko
- 09. března – Norbert Leopold Libštejnský z Kolovrat, šlechtic († 17. duben 1716)
- 03. května – Maxmiliána Zásmucká ze Zásmuk, česká šlechtična, premonstrátka a vizionářka († 17. června 1718)
- 07. července – Kryštof Dientzenhofer, český architekt německého původu († 20. června 1722)
- 07. září – Ferdinand August z Lobkovic, český šlechtic a diplomat († 3. října 1715)
- neznámé datum
  - Ferdinand Geiger, český sochař († 31. května 1715)
  - Benedikt Littwerig, opat cisterciáckého kláštera v Oseku u Duchcova († 25. dubna 1726)
  - Florián Nezorin, římskokatolický duchovní († 1. dubna 1724)
  - Albrecht Jindřich Krakowský z Kolowrat, šlechtic († 5. srpna 1704)

#### Svět
- 01. ledna – Christian Thomasius, německý filozof a progresivní pedagog († 23. září 1728)
- 06. ledna
  - Jacob Bernoulli, švýcarský matematik a fyzik († 1705)
  - Eleonora Magdalena Falcko-Neuburská, třetí manželka císaře Lepolda I. Habsburského († 1720)
- 16. ledna – Bernard de Montfaucon, francouzský benediktinský mnich, historik († 21. prosince 1741)
- 14. února – Jacques Nicolas Colbert, francouzský římskokatolický duchovní († 10. prosince 1707)
- 19. března – Giuseppe Zambeccari, italský lékař († 13. prosince 1728)
- 08. dubna – Ludvík Vilém I. Bádenský, markrabě bádenský a velitel říšských císařských vojsk ve válkách s Turky († 1707)
- 26. dubna – Rinaldo d'Este, vévoda z Modeny a Reggia († 26. října 1737)
- 04. května – Bartolomeo Cristofori, italský výrobce hudebních nástrojů († 27. ledna 1731)
- 09. května – Jacques Blondeau, římský barokní rytec († 1698)
- 13. května – Inocenc XIII., papež († 1724)
- 13. srpna – Johann Christoph Denner, německý nástrojář († 20. dubna 1707)
- 11. září – Matěj Václav Jäckel / Maćij Wjacław Jakula, lužickosrbský sochař a řezbář působící hlavně v Čechách († 1738)
- 09. října – Pietro Torri, italský barokní skladatel († 6. července 1737)
- 15. listopadu – Charles-Gaspard-Guillaume de Vintimille du Luc, arcibiskup pařížský († 13. března 1746)
- 24. listopadu – Karel XI., švédský král († 5. duben 1697)
- 27. prosince – Johan Cajanus, finský filosof a básník († 27. července 1681)
- neznámé datum
  - Kristián Schröder, malíř německého původu, správce obrazárny na Pražském hradě († 1702)
  - Anna Johana Closen von Haidenburg, německá šlechtična († 1720)
  - Pedro Calungsod, filipínský katolický mučedník, světec († 2. dubna 1672)
  - Antonio Palomino, španělský malíř a kunsthistorik († 12. srpen 1726)

## Úmrtí

#### Česko
- 21. ledna – Jiří Plachý-Ferus, jezuitský kazatel (* asi 1586)
- 19. února – Maxmilián z Valdštejna, šlechtic (* 1598)
- 16. října – Josef ben Šlomo Delmedigo, rabín, lékař, astronom, matematik, hudební teoretik (* 16. června 1591)
- 06. listopadu – Maxmilián z Ditrichštejna, rakousko-moravský šlechtic, státník a diplomat (* 27. června 1596)
- 28. prosince – Ferdinand Zikmund Sak z Bohuňovic, moravský šlechtic (* ?)
- neznámé datum
  - Markéta Salomena Smiřická, šlechtična (* 1597)
  - Bernard ze Zierotina, moravský šlechtic (* ?)

#### Svět
- 07. ledna – Inocenc X., papež (* 7. ledna 1574)
- 30. března – James Stewart, 4. vévoda z Lennoxu, anglický dvořan a vojevůdce (* 6. dubna 1612)
- 29. dubna – Cornelis Schut, vlámský malíř (* 13. května 1597)
- 08. května – Edward Winslow, anglický náboženský separatista a puritán (* 18. října 1595)
- 09. května – Karel Ferdinand Vasa, vratislavský a plocký biskup (* 13. října 1613)
- 18. května – Marie Eleonora Braniborská, švédska královna jako manželka Gustava II. Adolfa a matka švédské královny Kristiny I. (* 11. listopadu 1599 1599)
- 26. června – Markéta Savojská, vévodkyně z Mantovy a Montferratu (* 28. dubna 1589)
- 27. června – Eleonora Gonzagová, mantovská princezna, římskoněmecká císařovna, česká, uherská a chorvatská královna a rakouská vévodkyně jako manželka Ferdinanda II. (* 1598)
- 11. června – Alonso de la Cueva y Benavides, španělský šlechtic, diplomat, duchovní, biskup (* červenec 1574)
- 15. července – Girolamo Rainaldi, italský architekt období manýrismu (* 4. května 1570)
- 28. července – Cyrano de Bergerac, francouzský spisovatel (* 1619)
- 24. září – Fridrich Hesensko-Eschwegský, německý lankrabě (* 9. května 1617)
- 24. října – Pierre Gassendi, francouzský filozof, kněz, vědec, astronom a matematik (* 22. ledna 1592)
- 17. prosince – Hideie Ukita, japonský daimjó (* 1573)
- neznámé datum
  - Herman van Swanevelt, vlámský barokní malíř a rytec (* 1603)

## Hlavy států
- České království – Ferdinand III.
- Svatá říše římská – Ferdinand III.
- Papež – Alexandr VII. (1655–1667)
- Anglické království – Oliver Cromwell
- Francouzské království – Ludvík XIV.
- Polské království – Jan II. Kazimír
- Uherské království – Ferdinand III.
- Skotské království – Oliver Cromwell
- Chorvatské království – Ferdinand III.
- Rakouské arcivévodství – Ferdinand III.
- Osmanská říše – Mehmed IV.
- Perská říše – Abbás II.